# NGC 3802
NGC 3802 est une galaxie spirale située dans la constellation du Lion. NGC 3802 a été découverte par l'astronome germano-britannique William Herschel en 1784.

## Caractéristiques
NGC 3802 présente une large raie HI.

### Distance
Sa vitesse par rapport au fond diffus cosmologique est de 3 655 ± 25 km/s, ce qui correspond à une distance de Hubble de 53,9 ± 3,8 Mpc (∼176 millions d'al).
À ce jour, quatre mesures non basées sur le décalage vers le rouge (redshift) donnent une distance de 39,675 ± 2,098 Mpc (∼129 millions d'al), ce qui est à l'extérieur des valeurs de la distance de Hubble. Notons cependant que c'est avec la valeur moyenne des mesures indépendantes, lorsqu'elles existent, que la base de données NASA/IPAC calcule le diamètre d'une galaxie et qu'en conséquence le diamètre de NGC 3802 pourrait être d'environ 18,8 kpc (∼61 300 al) si on utilisait la distance de Hubble pour le calculer.

## Groupe de NGC 3800
La galaxie NGC 3802 fait partie du groupe de NGC 3800. Ce groupe de galaxies compte au moins 16 membres. Les autres galaxies du New General Catalogue de ce groupe sont NGC 3768, NGC 3790, NGC 3799, NGC 3800, NGC 3801, NGC 3806, NGC 3827 et NGC 3853. Les autres galaxies du groupe sont UGC 6631, UGC 6653, UGC 6666, UGC 6794, MCG 3-30-33 et MCG 3-30-38.
Abraham Mahtessian mentionne aussi l'existence de ce groupe, mais seules les galaxies NGC 3768, NGC 3790, NGC 3801 et NGC 3827 y figurent. La galaxie NGC 3853 figure dans l'article de Mahtessian, mais sous une autre entrée où elle forme une paire de galaxie avec UGC 6666, désigné comme 1139+1618 (CGCG 1139,7+1648). De même, les galaxies NGC 3799 et NGC 3800 figurent aussi sous une autre entrée dans cet article comme une paire de galaxies.

### Paire de galaxies
Selon Vaucouleurs et Corwin, NGC 3801 et NGC 3802 forment une paire de galaxies.